# Black Rabbit Summer
Black Rabbit Summer ist ein Krimi des britischen Schriftstellers Kevin Brooks und richtet sich vor allem an Jugendliche. Er wurde 2008 in Großbritannien veröffentlicht und erschien 2009 bei dtv in Deutschland.

## Inhalt
Die Hauptperson ist der sechzehnjährige Pete, der in den Sommerferien zu Hause in einer englischen Kleinstadt lebt. Nach den Sommerferien will er auf eine weiterführende Schule wechseln. Eines Abends ruft Nicole an, eine ehemalige Freundin, mit der er zusammen zur Schule ging und mit der er früher viel unternommen hat. Sie will nach den Ferien mit ihren Eltern nach Paris gehen und fragt Pete, ob er sich mit ihr und ein paar anderen Freunden von früher nochmal treffen will. Sie verabreden sich für das kommende Wochenende in ihrer alten, in der Jugend errichteten Hütte im Wald, wo sie zusammen was trinken und anschließend auf die Kirmes gehen wollen.
An besagtem Tag treffen sich Pete, Nicole, ihr Bruder Eric, sein Bekannter Pauly und Raymond, Petes bester Freund, den er mitbringt. Pete und Nicole bleiben zunächst zu zweit in der Hütte, während die anderen drei früher zur Kirmes gehen. Nach einem Streit gehen Pete und Nicole einzeln zur Kirmes. Pete macht sich auf die Suche nach Raymond, der schon immer ein wenig unbeholfen wirkte und wegen seiner Einfältigkeit von den meisten anderen gemobbt wurde. Er sorgt sich um ihn und macht sich Vorwürfe, dass er ihn allein hat gehen lassen. Pete irrt betrunken allein umher und findet Raymond in den Armen von Stella Ross, einer lokalen Berühmtheit, die sich über Raymond lustig macht, indem sie mit ihm während einer gerade über sie gedrehten Dokumentation flirtet. Pete geht wütend dazwischen und kann ihn aus Stellas Armen befreien. Gemeinsam laufen sie durch den Vergnügungspark, bis Raymond zu einer Wahrsagerin will. Als Pete von einem Toilettenbesuch wiederkommt, ist sein Freund verschwunden. Er sucht ihn bis spät in die Nacht vergebens, schläft dann betrunken auf der Treppe vor Nicoles Haus ein, wo sie sich eigentlich nach der Kirmes nochmal treffen wollten. Auf dem Weg nach Hause geht er an Raymonds Haus vorbei, wo er dessen schwarzes Kaninchen tot vorfindet – Raymond ist immer noch verschwunden.
Am nächsten Morgen erfährt er von seinem Vater, einem Polizisten, dass neben Raymond in der Nacht auch Stella vermisst wird. Pete soll zuhause bleiben, um für Fragen zur Verfügung zu stehen. Trotzdem schleicht er sich heraus, um Raymond zu suchen, da er befürchtet, dass der Berühmtheit Stella mehr Aufmerksamkeit zuteilwerden könnte und die Suche nach dem Außenseiter Raymond nicht so wichtig genommen wird. Er läuft die Orte der letzten Nacht ab und versucht sich mit den Freunden vom Vortag zu treffen. Auf seiner Tour wird er von einer hiesigen Schlägergruppe verfolgt, erwischt und verprügelt. Er schleicht sich später durch eine offene Hintertür in das Haus von Nicole und Eric, um mit ihnen über den Vorfall zu reden, findet jedoch niemanden. Im Haus wird er vom Anführer der Schlägergruppe erwischt. Überrascht ausgerechnet ihn hier zu sehen, lässt er sich, nachdem später auch Eric das Zimmer betritt, entlocken, dass beide ein homosexuelles Verhältnis haben. Durch Hinweise von Pauly und Informationen seitens seines Vaters, der wegen Befangenheit vom Fall abgezogen wurde, findet Pete heraus, dass die beiden homosexuellen Jungen mit Pauly und Stella in besagter Nacht ein verlassenes Fabrikgebäude betreten hatten – auf Stellas Wunsch, weil sie hinter das Geheimnis der beiden gekommen war und sie sie erpresste. Pauly wurde nur mitgenommen, weil er sich nicht abwimmeln ließ. In einem Streit mit Stella stößt Pauly Stella schließlich weg, sie stürzt unglücklich und stirbt, als sie mit dem Kopf an ein Metallteil stieß. Am Telefon zur Rede gestellt, gibt Pauly Pete gegenüber alles zu und kündigt seinen Selbstmord an. Pete versucht mit dem Fahrrad zu ihm zu fahren, findet ihn aber nur noch erhängt vor. Das Buch endet damit, dass Nicole und Pete sich am Ende der Ferien doch näher kamen und liiert sind. Ihre Familie musste doch in England bleiben, weil die Ermittlungen gegen ihren Bruder liefen. Das Schicksal von Raymond wird hingegen nicht geklärt und bleibt offen.

## Rezensionen
- Franz Birkenhauer vom sf-magazin schreibt im Oktober 2009 unter anderem: „Der Krimi ist für Kevin Brooks ein Vehikel um Innenwelten und Gesellschaftszwang aufzumalen. Dann braucht er nicht zu beschönigen, was manchmal nicht schön ist. […] Einzig ärgerlich, das unsägliche Format „Klappenbroschur“, eine Art aufgeblasenes Taschenbuch, das wie ein Ziegelstein in der Hand liegt.“[1]
- Der Guardian aus Großbritannien meint dazu: „This is a fast-paced, breathtaking story, which gets you hooked about 10 pages in. I recommend it to anyone who likes crime fiction and is over the age of 12/13.[…]“ (Dies ist eine rasante, atemberaubende Geschichte, die den Leser nach 10 Seiten gefangen nimmt. Ich empfehle es jedem der über 12/13 Jahre alt ist und Krimifiktion mag.)[2]
- Heike Rau von der Leselupe zieht das Fazit: „[…] auch als Leser hat man ordentlich zu knabbern am Verlauf der Geschichte. Man sehnt sich nach einem positiven Ausgang und ahnt doch, dass es den nicht geben kann. Das Buch macht sehr, sehr nachdenklich.“[3]